# جون باتلر
جون باتلر (بالإنجليزية: John Butler)‏ (7 فبراير 1962 بليفربول في المملكة المتحدة - ) هو لاعب كرة قدم بريطاني في مركز الدفاع. لعب مع ستوك سيتي وويغان أتلتيك وPrescot Cables F.C. ‏ ونادي ستاليبريدج سيلتيك.

## وصلات خارجية
- جون باتلر على موقع قاعدة بيانات كرة القدم.إي يو (الإنجليزية)